# Rodolfo Zucco
Rodolfo Zucco (* 1966 in Feltre) ist ein italienischer Philologe und Hochschullehrer.

## Leben und Wirken
Zucco studierte Romanistik an der Universität Padua, an der er 1996 in romanischer und italienischer Philologie promovierte. In den Jahren 1997–1999 leitete er Seminare im Universitätsinstitut für Moderne Sprachen in Feltre, bevor er im Jahr 2000 zum Oberassistenten für Italienische Sprache und Literatur an der Basler Universität berufen wurde. Seit Oktober 2005 arbeitet er als Sprachforscher für italienische Lyrik des 18. und 20. Jahrhunderts an der Universität Udine.
Er ist Redakteur der Fachzeitschrift Stilistica e metrica italiana.

## Auszeichnungen
- 2011: The Edinburgh Gadda Prize[2]

## Schriften (Auswahl)
- Istituti metrici del Settecento. L'ode e la canzonetta (=  Linguistica e storia della lingua italiana, Band 2). Genua 2001, ISBN 88-87298-25-4
- Teatro del perdono. Per Giudici, L'amore che mia madre. Agorà, 2008.
- Tempo di mutezza. Poesie di Holan. Istmi, 2008.
- Dieci poesie (Edizioni del Tavolo Rosso). Albicocco, 2011.